# Хиос
Хи́ос (греч. Χίος, тур. Sakız, осман. صاقيز‎ — Сакы́з, итал. Chio — Ки́о, генуэзск. Scio — Ши́о) — остров в Эгейском море, вблизи полуострова Малая Азия в составе территории Греции. По переписи 2011 года население острова составляло 51 390 человек.
Остров Хиос, а также более мелкие близлежащие острова Псара (в 14,2 км к северо-западу) и Инусе (в 6,3 км к востоку) административно относятся к периферийной единице Хиос в составе периферии Северные Эгейские острова. Крупнейшие населённые пункты: Айя-Эрмиони, Волисос, Врондадос, Камбос, Карфас, Катарактис, Лиликас, Мегас-Лимионас, Места, Флация и Хиос.

## География
Омывается водами Эгейского моря, имеет морскую границу с Турецкой Республикой, проходящую посередине Хиосского (Чесменского) пролива, отделяющего остров от турецкого полуострова Карабурун (посёлок Чешме) в Анатолии на расстоянии около 7 км от Хиоса. Площадь острова — 842,289 км² . Остров имеет форму полумесяца, выгибаясь к востоку, длина около 50 км, максимальная ширина около 20 км. Как и другие острова Эгейского моря, Хиос характеризуется каменистой местностью с холмами и невысоким горным хребтом, повторяющим очертание острова по его срединной части с весьма скудной колючей растительностью. Наивысшие точки острова — пики Пелинеон (1297 м) и Орос (1188 м), оба расположены на северном закруглении острова. Центральная часть разделена на западную и восточную цепью невысоких гор Проватас. Сложен преимущественно известняками и сланцами. Кустарниковая средиземноморская растительность; рощи алеппской сосны.

## История

### Античность
Хиос — один из центров Эгейской культуры. Древнейшие его обитатели — племена лелегов и карийцев в начале 1-го тыс. до н. э. были вытеснены ионийцами. С VIII в. до н. э. на месте города Хиос — торгово-ремесленный полис. Отсюда вывозили лучшие в Греции мастику, мрамор, смокву, а также высоко ценившееся хиосское вино. На Хиосе возник первый в Греции рынок рабов. Во времена ранней античности Хиос — один из древних центров древнегреческой литературы и искусства.
Во время Греко-персидских войн вошёл в состав Первого афинского морского союза, но в последнем этапе Пелопоннесской войны вышел из него и сражался против Афин на стороне Спарты. Входил также в состав Второго афинского морского союза, однако в Союзническую войну снова выступил против Афин в составе антиафинской коалиции. Хиос был одним из театров военных действий Союзнической войны, здесь же произошла битва при Эмбате. На Хиосе существовало также успешное движение беглых рабов, ассоциировавшееся с предводительством Дримака.
Находился со 2-й половины I в. н. э. под властью Римской империи, после её падения в конце VI века до 1204 года в составе Восточно-Римской (Византийской) империи.

### Средние века
Турецкий эмир Чака Бей был первым иноземным захватчиком острова со времён римских завоеваний. После поражения Византии при Манцикерте, ему удалось продвинуться по Анатолии и захватить остров, контролируя его в 1090—1097 годах. Вторжение крестоносцев в ходе первого крестового похода отбросило турок вглубь Анатолии и вернуло остров Византии.
После первого падения Константинополя (1204 год), остров переходит в руки республики Венеция.
В 1225 году остров захватывает Никейская империя. Однако из-за своего постепенного ослабления под натиском турок она вынуждена уступить Хиос Генуэзской республике по Нимфейскому договору 1261 года. В 1302—1303 годах остров подвергся нападениям турецких пиратов, затем в 1304—1329 годах здесь существовала сеньория Хиоса во главе с семейством Дзаккариа, после чего генуэзцы торгового клана Джустиниани сумели восстановить контроль над островом, продлившийся до 1566 года.

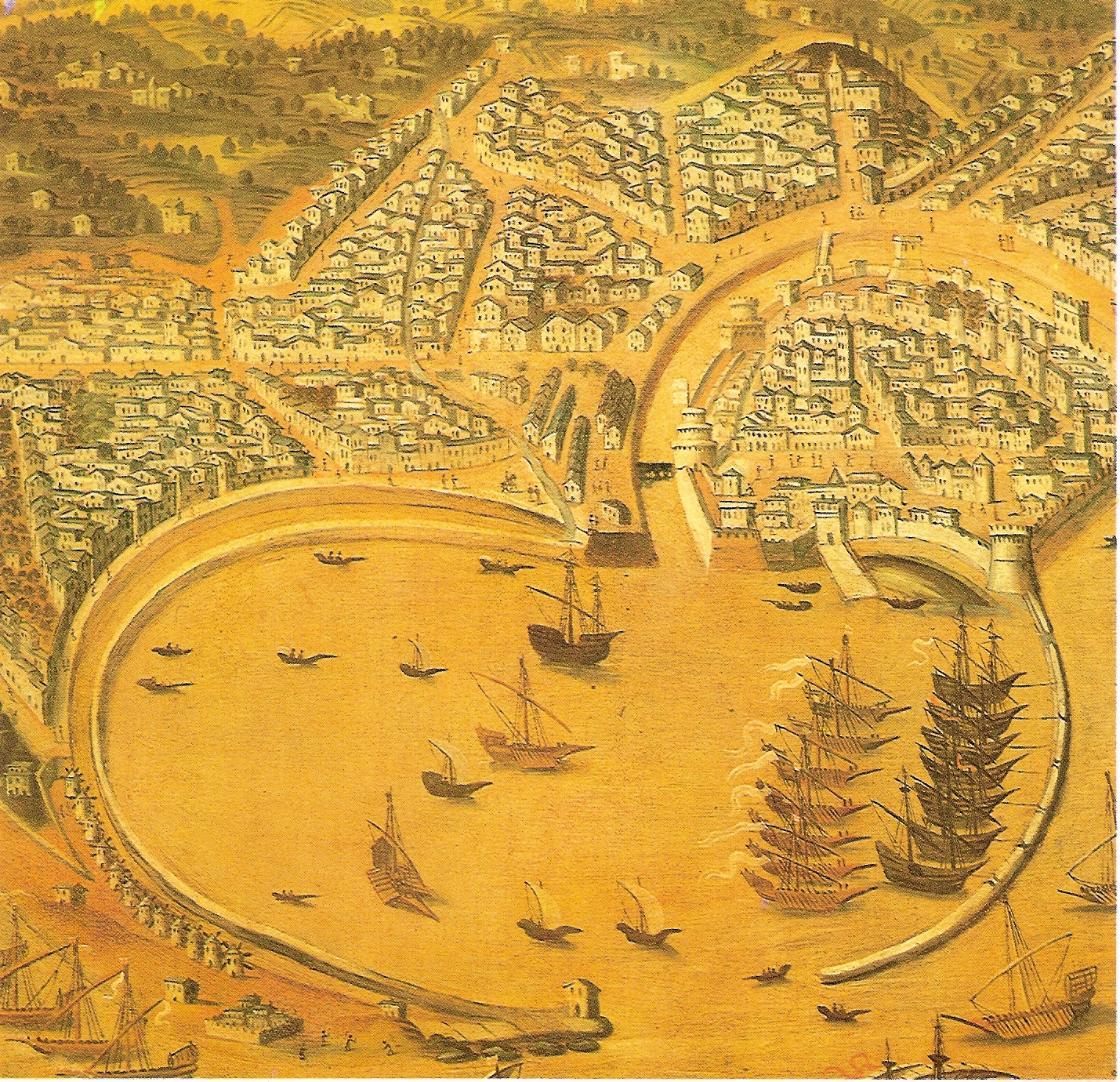
Генуэзская колония Джустиниани в XVI веке

Католические семьи (французы и итальянцы — в основном чиновники, военные и морские купцы) составляли 10 % населения острова, проживая в основном в стенах старого замка Хиоса (Кастро). Местное греческое население (землевладельцы и крестьяне) сохраняли православный уклад жизни в сельских регионах острова. В 1566 году османский адмирал Пияле-паша без боя занял Хиос. Остров вошёл в санджак Сакиз, став его административным центром.
В 1822 году остров потрясла так называемая Хиосская резня — жестокая расправа турок 11 апреля 1822 года над греческими жителями за то, что островитяне поддержали борцов за независимость Греции. Из 155 000 жителей острова после бойни уцелело лишь около 2000. Из них по приблизительным оценкам 25 000 были вырезаны, остальные — проданы в рабство, депортированы либо оказались в изгнании, образовав хиосскую диаспору Западной Европы и США. Эти жители впоследствии сделали многое для объединения острова с Грецией в 1912 году. После 1822 года несколько десятилетий остров был практически необитаем. Затем оставшиеся в живых жители стали понемногу возвращаться. В 1922—1923 годах Хиос, как и Лесбос, стал перевалочным пунктом для сотен тысяч греческих беженцев из Малой Азии, но только незначительная часть из них осталась на острове.
До 1912 года мусульмане (турки и отуреченные греки) и приглашённые на постоянное поселение из Испании евреи (сефарды) занимали старую часть города (Кастро), в которой грекам запрещено было селиться. С 1912 года — в составе Греции. В 1922—1923 годах в ходе обмена населением между Грецией и Турцией турки и евреи покинули остров, вместо них на острове поселилась часть греческих беженцев из Ионии.

## Историко-культурные памятники

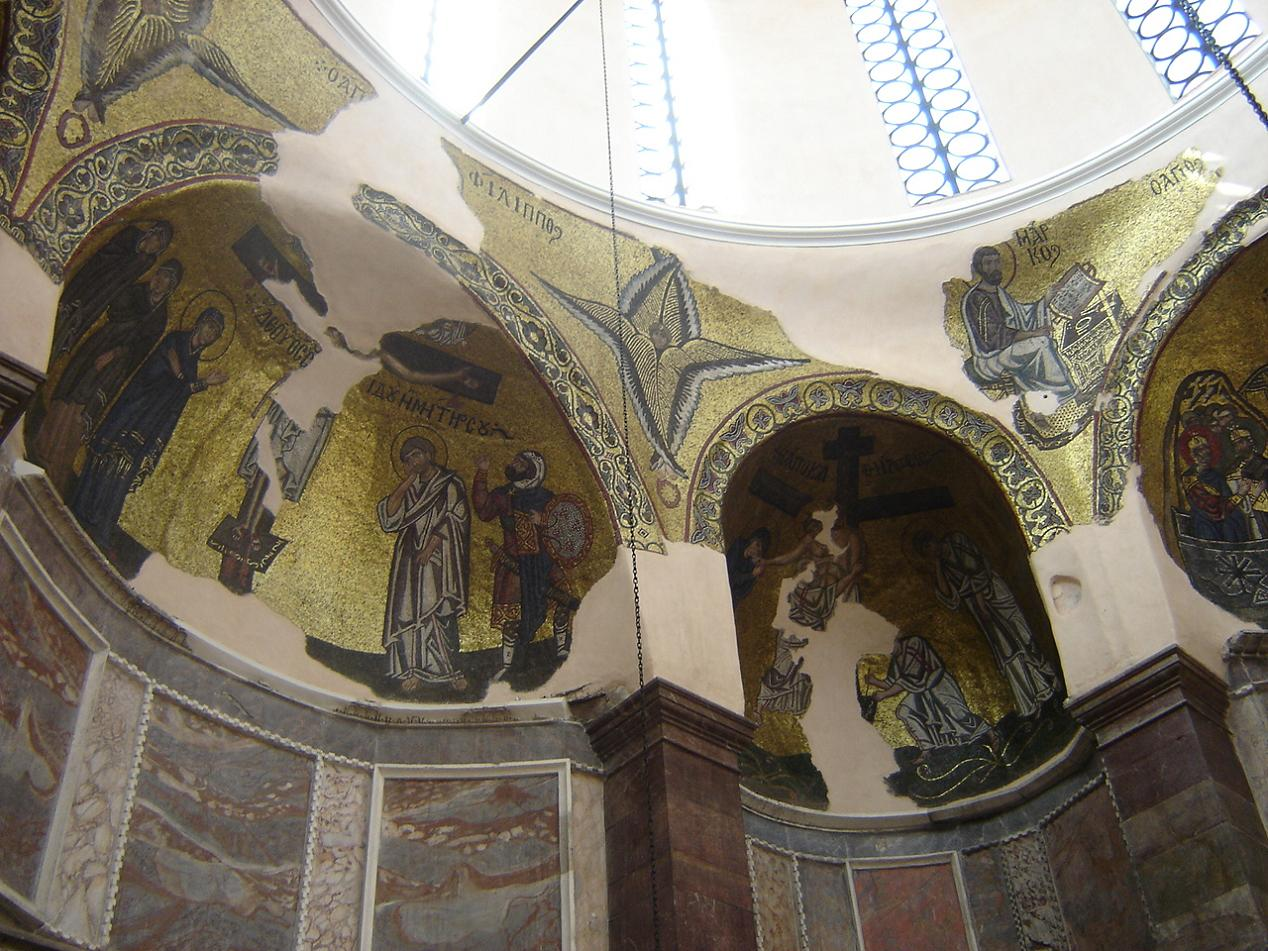
Византийские мозаики монастыря Неа Мони — памятник Всемирного наследия

В южной части Хиоса, близ деревни Пирги — святилище Аполлона Фанайоса (основано в XIX в. до н. э.) с храмом (2-я половина VI в. до н. э.). Знаменитый своими византийскими мозаиками монастырь Неа Мони (между 1042—1056). Небольшой посёлок Врондадос, северный пригород столицы острова — города Хиос, — хиосцы считают местом рождения Гомера. Подтверждением этому является археологическая находка «Учительская скала» (Δασκαλóπετρα). В центральной части острова на высоком холме находится покинутый средневековый посёлок Анаватос.

## Население
Население около 73 тыс. чел. (1971). Из-за слабой экономической базы острова и в целом низкого уровня благосостояния островитян, особенно в сельской местности, на протяжении XX века население острова сокращалось за счёт эмиграции населения в Афины, Салоники, другие города материковой Греции, а также в другие страны в качестве наёмных рабочих (преимущественно Германию, США, Австралию, Великобританию и др.). Однако Хиос также известен тем что около половины семей греческих судовладельцев с офисами в Пирее, Лондоне и Нью-Йорке происходят с этого острова.
По переписи 2001 г. население нома Хиос составляет 51 936 человек, из них 97 % проживают непосредственно на Хиосе (50 388 чел.). С начала 1990-х Хиос имеет небольшой миграционный прирост, за счёт приезда пенсионеров из России и стран Западной Европы, скупающих на острове недвижимость.
Из-за близости острова к Турции (7 км) он стал транзитным пунктом иммигрантов из Азии прибывающих на остров нелегально (в небольших лодках и катерах). По оценке на 2005 год население острова составило 53 817 чел., в основном это этнические греки, исповедующие православие; плотность населения около 63 чел./км². Примечательно, что до сих пор население острова не достигло уровня начала XIX, когда на острове проживали 155 тыс. человек при плотности населения 185 чел. на км².

## Экономика
Плантации мастичных деревьев, маслин, цитрусовых, виноградники. Овцеводство. Рыболовство (сардины, скумбрия). Месторождение руд сурьмы (Меланиос). Судоходство, внутренний (греческий) туризм, при этом экономический вклад прямого внешнего (международного) туризма незначителен из-за неразвитой инфраструктуры и удалённости острова от крупных городов Греции. На восточном берегу — порт Хиос.